# Poprzeczna
Prosta poprzeczna – dla danego trójkąta {\displaystyle ABC,} prosta przecinająca każdą z prostych {\displaystyle AB,BC,AC} i nieprzechodząca przez żaden z punktów {\displaystyle A,B,C.} Inaczej mówiąc jest to prosta transwersalna do boków trójkąta nieprzechodząca przez jego wierzchołki.
Aksjomat Pascha w geometrii można sformułować następująco:
Jeśli prosta poprzeczna trójkąta przecina jeden z jego boków, to przecina także drugi.